# 華東城
華東城全稱連雲港華東國際商貿城，是香港上市公司佳寧娜控股、澳大利亞瑪莎集團、香港力嘉集團共同投資創立，項目位於江蘇省連雲港 ，總規劃建築面積約300萬平方米，總投資50億人民幣。
項目是一個商品展覽交易、物流中心設有皮具服飾、傢俱等展區丶企業辦公区所以項目適用於舉辦大型展覽活動、企業總部。是中國綜合物流及交易中心開發商和營運商，此外项目有一部分被規劃為住宅用途但佳寧娜已經把項目公司出售 
公司管理層方面包括總裁兼董事會主席馬鴻銘，其他董事包括馬介璋、梁銳、馬介欽等 
但根據影片資料顯示，項目的空置單位很多，也就是出租率不足
但目前集團正在以茶葉直播帶貨、醫療機器園、海苔產业园等嘗試轉型

## 外部連結
- 佳寧娜控股 （页面存档备份，存于）
- 華東城